# 호시노 미치루
호시노 미치루(일본어: 星野みちる,1985년 11월 19일 - )는 여성 아이돌 그룹 AKB48의 전 팀A의 멤버.
신장 153 cm、B79・W59・H83. 애칭은 「밋치-」、「치루치루」、「치루리」、「밋체루」. 혈액형 B형．왼손잡이.
현재 「Michiru」 명의로 솔로 활동.